# سيف فاروق جعفر
خطأ لوا في mw.text.lua على السطر 25: bad argument #1 to 'match' (string expected, got nil).
سيف فاروق جعفر (مواليد 5 ديسمبر 1999) هو لاعب كرة قدم مصري، يلعب في نادي الزمالك، ووالده فاروق جعفر لاعب نادي الزمالك السابق.

## انتقالاته
أعير سيف من فريق الزمالك للشباب إلى نادي سموحة في أغسطس 2019، ليعود للزمالك في مطلع عام 2020.

## روابط خارجية
سيف فاروق جعفر على موقع قاعدة بيانات كرة القدم.إي يو (الإنجليزية)
- سيف فاروق جعفر على موقع Soccerway.com (الإنجليزية)